# Antonio Cancian
Antonio Cancian detto Toni (Mareno di Piave, 2 luglio 1951) è un ingegnere e politico italiano. Già deputato della Repubblica con la Democrazia Cristiana dal 1992 al 1994, poi dal giugno 2009 al maggio 2014 è stato eurodeputato prima per Popolo della Libertà e poi per Nuovo Centrodestra.
È fratello minore di monsignor Domenico Cancian, vescovo emerito di Città di Castello.

## Biografia

### Attività politica
Toni Cancian, impegnato negli anni giovanili nell'associazionismo cattolico, matura anche la vocazione all'impegno sociale e, entrato nella Democrazia Cristiana, diventa, nel 1973, consigliere comunale di Mareno di Piave dove farà il sindaco dal 1987 al 1992. Nel 1992 viene eletto Deputato della Repubblica per Democrazia Cristiana; rimane in carica fino al 1994.
Dopo la fine della cosiddetta "Prima Repubblica", Toni Cancian lascia la politica attiva e si dedica all'impegno professionale imprimendo alla sua attività imprenditoriale una svolta internazionale ed una crescita significativa che porterà il gruppo ad essere una delle realtà emergenti nel panorama della progettazione di grandi opere nel Nordest italiano, come sopra evidenziato. 
Nel 2009 trasferisce la sede principale del gruppo imprenditoriale a Conegliano, nel nuovo centro direzionale progettato dall'arch. Boris Podrecca e ne rende più strutturata ed articolata l'attività. Nello stesso anno, si candida alle elezioni europee nelle liste del Popolo delle Libertà, circoscrizione elettorale Nordest (Veneto, Trentino-Alto Adige, Friuli-Venezia Giulia, Emilia-Romagna) ed il 7 giugno 2009 è eletto al parlamento europeo con 50.992 preferenze ed un consenso diffuso nelle quattro regioni.
Parlamentare del Partito Popolare Europeo, rappresentante del Popolo delle Libertà, entra nella commissione per il Trasporto e il Turismo (TRAN) e la Commissione per l'Industria, la Ricerca e l'Energia (ITRE) ed esprime fin dall'inizio capacità di iniziativa, di intervento, di proposta che ne fanno un preciso punto di riferimento nel panorama politico.
Il 16 novembre 2013, con la sospensione delle attività del Popolo della Libertà, aderisce al Nuovo Centrodestra guidato da Angelino Alfano.
Ricandidato alle Elezioni europee del 2014 in Italia come capolista del Nuovo Centrodestra-Unione di Centro nella Circoscrizione Italia nord-orientale (che raccoglie i 14 collegi elettorali dell'Emilia-Romagna, del Friuli-Venezia Giulia, del Trentino-Alto Adige e del Veneto). Alle elezioni del 25 maggio 2014 ottiene 19.056 preferenze, ma non viene rieletto.

### Attività imprenditoriale
Laureato in ingegneria civile all'Università degli Studi di Padova, svolge il servizio militare negli Alpini, con la cui associazione collaborerà negli anni successivi. Nel 1978  in collaborazione con la moglie, avvia il suo primo studio professionale operativo nel settore della progettazione civile. Dopo anni di attività in Italia e all'estero, lascia il settore per poter dedicare le proprie competenze alla politica.
Il gruppo di società amministrate, che nel 2008 contava circa 300 tra dipendenti e collaboratori stabili e vantava un fatturato aggregato di più di 30 Mil, concentrava in sé competenze specialistiche che vanno dalla Consulenza, Progettazione, Direzione Lavori e Project and Construction Management, all’Advisory e alla Due Diligence offerte alle imprese, agli Enti pubblici e al sistema finanziario dedicato a gruppi misti, per la realizzazione di opere per l’edilizia e le infrastrutture sia in Italia che all’estero. L’esperienza è maturata in oltre 30 anni di attività in collaborazione con professionisti tra i più affermati a livello mondiale nella progettazione architettonica ed ingegneristica.
Il sempre più frequente coinvolgimento di partner finanziari ha permesso al gruppo di essere promotore di iniziative di project financing, e di affrontare incarichi di global service e general contractor, di affiancare le SGR per la gestione di fondi immobiliari, in qualità di advisor tecnici, per iniziative di privatizzazione e valorizzazione.
Oltre alla presenza nel mercato italiano, dalla seconda metà degli anni ’90 è stata sviluppata una rete tecnica e professionale estera in particolare nei paesi dell’area Balcanica, dell’est Europa, dell’ex Unione Sovietica e del Medio Oriente.  Agli uffici operativi originari di Mareno di Piave (TV), si sono nel tempo affiancati sul mercato nazionale quelli di Roma, Milano, Padova, Belluno, Trieste, Conegliano (TV) e Cortina d’Ampezzo (BL), e, su quello estero, quelli di Timisoara, Bucarest, Mostar, Budapest, Sofia, Odessa, Abu Dhabi, Goa, Hyderabad.
| · 2006-2009   | Socio Fondatore, Presidente, Amministratore Delegato e Responsabile Commerciale Poolinvest srl - Holding di servizi per società di ingegneria Servizi e Terziario avanzato ingegneria civile e infrastrutturale |
| · 2002-2009   | Socio Fondatore, Presidente, Responsabile commerciale, Direttore Tecnico e Project Manager Pool Engineering – società di ingegneria Ingegneria civile, architettura, urbanistica e ambiente                     |
| · 2003-2009   | Socio, Responsabile commerciale Idroesse Infrastrutture – società di ingegneria Ingegneria delle infrastrutture, ambientale, idraulica e marittima                                                              |
| · 1996-2003   | Socio, Amministratore Delegato, Responsabile commerciale e Project Manager Pool Infrastrutture – società di ingegneria Ingegneria delle infrastrutture, ambientale, idraulica e marittima                       |
| · 1992-2002   | Socio, Amministratore Delegato, Responsabile commerciale, Direttore Tecnico e Project Manager Pool Professionale – società di ingegneria Ingegneria civile, architettura, urbanistica e ambiente                |
| · 1978 - 1992 | Socio Fondatore e Responsabile Tecnico Studio Cancian – studio tecnico di ingegneria Ingegneria civile, architettura, urbanistica e ambiente                                                                    |

L’esperienza di direzione, gestione e organizzazione di un gruppo strutturato di società di ingegneria ha permesso di sviluppare capacità e competenze relazionali e organizzative, propensione alla proattività, alla ricerca della mediazione nei rapporti interpersonali e al problem-solving, eccellenti qualità di leadership e forte capacità decisionale e abilità di opportunity scouting.
Dal 2009,   dopo le Elezioni Europee, ha ceduto tutte le partecipazioni e concluso gli incarichi nelle Società sopraindicate per dedicarsi esclusivamente al ruolo di Parlamentare Europeo.

### Presidente e A.D. di Rete Autostrade Mediterranee S.p.A. dal 2014
Impegnato dalla sua nomina nel rilancio e valorizzazione della Società RAM Spa attraverso una strategia che guarda all’Europa e alle grandi opportunità che essa può offrire nel settore della portualità e della logistica e qualificandola come braccio operativo del MIT al servizio del Sistema-Mare.
RAM, società in house del Ministero delle Infrastrutture e dei Trasporti, a capitale interamente detenuto dal Ministero dell’Economia e delle Finanze, opera con l’obiettivo principale di sviluppare le reti di trasporto marittime e valorizzare l’apporto strategico che esse sono in grado di fornire al sistema di collegamenti dell’area Euromediterranea ed alla catena logistica door to door.
La fitta rete di contatti e l’esperienza maturata in ambito europeo, con particolare riferimento alla definizione della Programmazione EU 2014-20 e della Strategia dell’UE in materia dei trasporti si incentra sull'implementazione della Rete TEN-T, articolata in 9 corridoi principali ed altre priorità orizzontali di cui le Autostrade del Mare rappresentano la dimensione marittima, ha permesso di ricondurre le attività della RAM Spa in un quadro generale strategico sia a livello di infrastrutture di trasporto, in particolare portuali, che di reti per l’energia e le comunicazioni.
Partecipa alle riunioni e ai Corridor Fora a Bruxelles contribuendo allo sviluppo e all’implementazione dei Work Plan dei Corridoi che interessano l’Italia per le Autostrade del Mare e l’ERTMS.
Ha partecipato e contribuito alla stesura del Piano Strategico Nazionale della Portualità e della Logistica (PSNPL) relativamente ai temi intermodalità, integrazione, interconnessione che rappresentano le premesse per costruire proposte progettuali sostenibili dal punto di vista tecnico, economico, sociale e ambientale.
Attraverso la RAM Spa  è partecipe alla fase di attuazione e implementazione del PSNPL, offrendo assistenza tecnica alla Segreteria del Ministro e collaborando con la Nuova Struttura Tecnica di Missione a numerosi studi e analisi.
Di primaria importanza è l’intero scenario Euro Mediterraneo “allargato” in cui la stessa Società opera, e nel contesto del quale, in prima persona, segue con attenzione le principali politiche, promuovendo le relazioni con gli attori prevalenti attraverso un loro coordinamento efficiente ed efficace, affinché si realizzi un sistema integrato di trasporti e logistica nell’area, anche in linea con il processo di revisione e di estensione dei corridoi TEN-T verso i paesi dei Balcani Occidentali e quelli extra-UE mediterranei e di integrazione con le reti TMN-T. RAM ha avviato una concreta partnership e collaborazione con l’Union for the Mediterranean, ed in particolare con il suo Segretariato per sostenere l'iniziativa Autostrade del Mare, che ha come obiettivo quello di rinforzare/creare una nuova catena logistica attraverso i porti della riva nord e sud del Mediterraneo.
La collaborazione promossa con i protagonisti del settore, sia privati che pubblici, ha come obiettivo quello di sviluppare le fattibilità tecnico/economiche previste dal nuovo codice nelle quattro tematiche principali che riguardano l’interconnessione rete nodo, l’intermodalità e gli smart/green port  entro i nodi e la navigazione marittima e fluviale.
Il tutto per incrementare la competitività  del sistema portuale italiano e renderlo hub dell’Europa e del Mediterraneo e fare della Risorsa Mare l’elemento strategico più rilevante per la crescita del nostro Paese.
È inoltre impegnato attraverso collaborazioni con prestigiose Università e centri di ricerca, tra cui la Federico II di Napoli, nella realizzazione di analisi e studi nel settore portuale e della logistica, con l’Escola Europea de Short Sea Shipping che rappresenta il più importante centro di formazione europeo da anni impegnato nella promozione delle Autostrade del Mare e l'intermodalità attraverso l'organizzazione di corsi di alta formazione e la promozione dell’intermodalità; con alcune Associazioni di categoria, tra cui Assoporti nella redazione del Masterplan delle Autostrade del Mare, ed offrire attività di assistenza tecnica sui progetti europei alle AP associate.
Da Aprile 2015 è stato nominato dal MIT Focal Point per il Pilastro 2 (Connettere la regione) della Strategia Europea per la regione dell’Adriatico e dello Ionico che si prefigge l’obiettivo di rafforzare la cooperazione nella Macro Regione Adriatico Ionica e promuovere stabilità economica e politica e creare solide basi per il processo di integrazione europea. Partecipa attivamente ai lavori del Thematic Steering Group del Pilastro 2, che co-presiede insieme alla sua omologa proveniente dalla Serbia; in tale ruolo prende parte alle riunioni del Governing Board, del Technical Meeting tra Coordinatori di Pilastro e della Cabina di Regia Nazionale.
Da aprile 2015 la RAM Spa riveste il ruolo di Ufficio di Promozione per la navigazione a Corto Raggio (SPC - Italy) e promuove iniziative in sinergia e coordinamento con l'European Shortsea Network (ESN) che racchiude gli SPCs di 21 paesi europei più la Turchia. La RAM, nello svolgimento di tutte le attività relative alla promozione della navigazione a corto raggio,  intende essere il punto di riferimento per le future Autorità di Sistema Portuali, per gli armatori e per il settore della logistica.